# New York Psychoanalytic Society

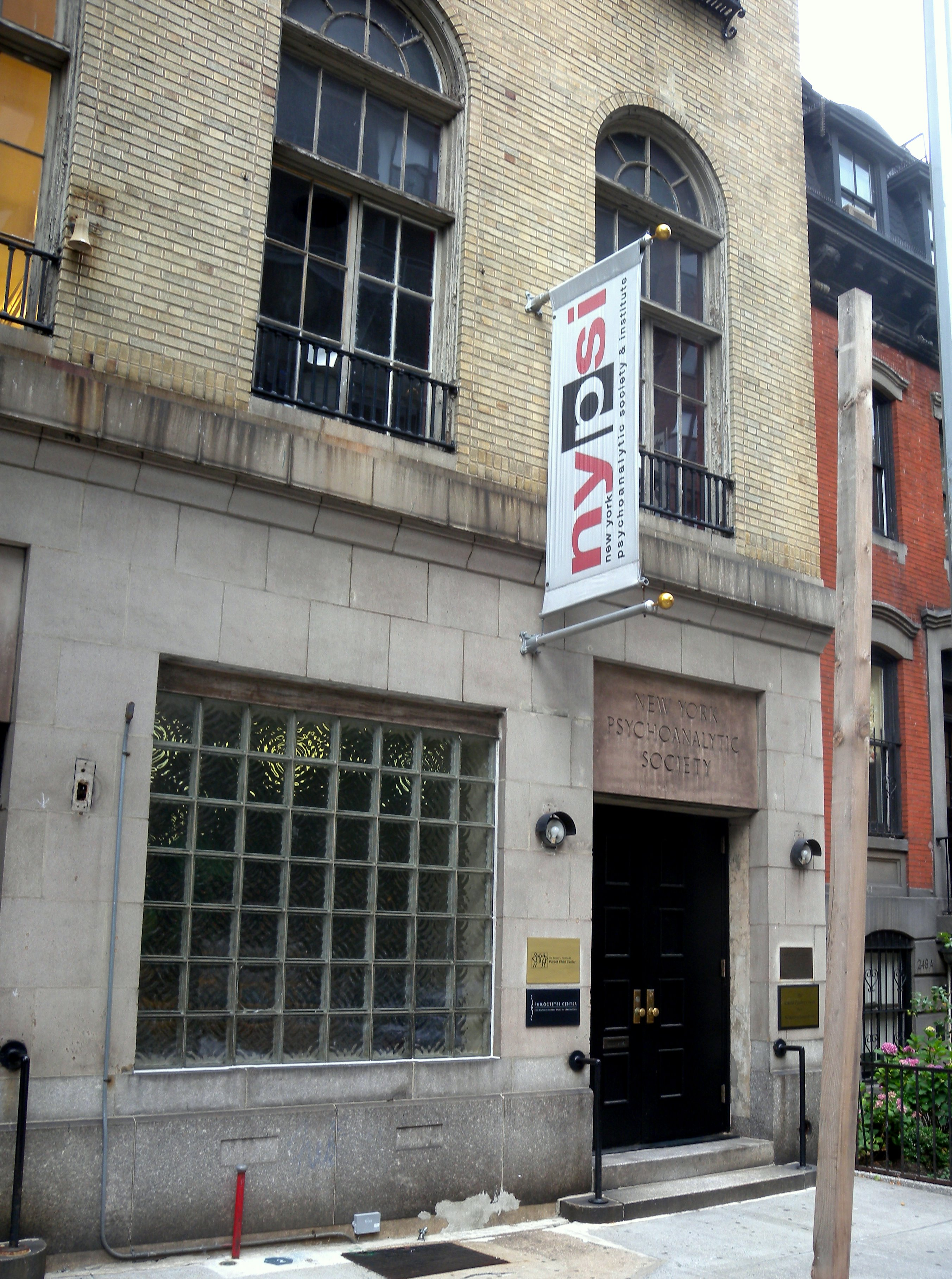
Siedziba New York Psychoanalytic Society przy 247 East 82nd Street (2010)

New York Psychoanalytic Society – towarzystwo psychoanalityczne, założone w Nowym Jorku 12 lutego 1911 roku przez Abrahama Brilla. Członkami-założycielami NYPS byli Louis Edward Bisch, Brill, Horace Westlake Frink, Frederick James Farnell, William C. Garvin, August Hoch, Morris J. Karpas, George H. Kirby, Clarence P. Oberndorf, Bronislaw Onuf, Ernest Marsh Poate, Charles Ricksher, Jacob Rosenbloom, Edward Wheeler Scripture i Samuel A. Tannenbaum. Spotkania odbywały się w ostatni wtorek każdego miesiąca.
Jest najstarszą organizacją psychoanalityczną w Stanach Zjednoczonych. W 1931 roku Towarzystwo utworzyło New York Psychoanalytic Institute, z którym związani byli m.in. Kurt Eissler, Heinz Hartmann, Ernst Kris, Rudolph Loewenstein, Charles Brenner, Margaret Mahler. Obecnie Instytut i Towarzystwo działają w połączeniu (The New York Psychoanalytic Society and Institute), z jednym przewodniczącym. W 2004 roku nawiązało porozumienie z The Mount Sinai School of Medicine.